# أزمة حوض النيل

دول حوض النيل

أزمة النيل هي أزمة بين مصر ودول الحوض على تقاسم مياه النيل. طالبت بعض دول حوض النيل بإعادة النظر في اتفاقيتي 1929 التي وقعت إبان الاستعمار البريطاني للمنطقة، واتفاقية 1959 التي وقعت بين مصر والسودان لتنظيم الاستفادة من موارد النهر، حيث ترى هذه الدول أنها غير ملزمة بهذه الاتفاقيات لأنها تمت في الحقبة الاستعمارية. تعطي اتفاقيات عام 1929 مصر حق النقض على أي مشروعات مائية من شأنها التأثير على منسوب مياه النيل التي تصل إليها، واستكملت اتفاقيات عام 1929 م باتفاقية مصرية سودانية عام 1959 م تعطي لمصر حق استغلال 55 مليار متر مكعب من مياه النيل من أصل 83 مليار متر مكعب تصل إلى السودان، لتكون بذلك حصة هذا البلد 18 مليار متر مكعب من مياه النيل. ويبلغ عدد الدول المشاركة في حوض نهر النيل عشرا، وهي من المنبع إلى المصب كما يلي: بوروندي، رواندا، تنزانيا، كينيا، جمهورية الكونغو الديمقراطية، أوغندا، إثيوبيا، إريتريا، السودان، جنوب السودان ، مصر.

## اقرأ أيضا
- أزمة المياه